# 仙林字庫塔
仙林字庫塔位於四川省南充市西充縣，文物遺址年代判定為清。2012年7月16日公佈為第八批四川省文物保護單位。
仙林字庫塔又名“仙林惜字庫”，位於四川省南充市西充縣仙林鎮三聖庵村1組，仙林場鎮東頭塔臺山上。建於清道光十七年（1837），系六邊形九層樓閣式石塔。塔身原為九層，通高13公尺，因5.12地震，頂層被毀，現存塔身共八層，通高12公尺。底座為覆缽式須彌座，每層塔簷下六角均施有一根鏤空離體石柱，立柱正面上刻聯，其余部位為捐修人姓名。塔身各面均雕刻有觀音、文昌及龍、獅等造型。仙林字庫塔造型獨具風格，雕刻工藝精湛，具有較高的歷史、藝術價值。1994年，仙林字庫塔被南充市人民政府公佈為市級文物保護單位。